# سوف‌ماهی‌سانیان
سوف‌ماهی‌سانیان (نام علمی: Percoidei) نام یک زیرراسته از راسته سوف‌ماهی‌سانان است.

## طبقه‌بندی
- Suborder Percoidei
  - Superfamily سوف‌ماهی‌واران
    - شکم‌چراغیان (شکم‌چراغیان)
    - شیشه‌ماهیان آسیایی (شیشه‌ماهیان آسیایی)
    - دهان‌لانه‌ماهیان (دهان‌لانه‌ماهیان)
    - آزادماهی استرالیا (آزادماهی استرالیا)
    - ماهی بانجو
    - شگ‌ماهیان ژرفازی
    - نقره‌ماهی (pomfrets)
    - ماهیان تفنگچی (fusiliers)
    - ماهی لوتی درخشان
    - گیش‌ماهیان (گیش‌ماهیانs, پرستوماهی)
    - ماهی یال‌دار (ماهی یال‌دار)
    - سیخچه‌ماهیان
    - خورشیدماهیان آب شیرین (freshwater sunfishes)
    - سوف‌های شیشه‌ای (snooks)
    - پروانه‌ماهی (پروانه‌ماهیes)
    - دلفین‌ماهیان (دلفین‌ماهیان)
    - ببرماهی
    - گالیون‌ماهی‌ها (گالیون‌ماهی‌ها)
    - اردک‌ماهی باله‌دراز (long-finned pike)
    - خارماهیان غار
    - منگال‌ماهی
    - چسبک‌ماهیان (چسبک‌ماهیان)
    - ماهیان پرسه‌زن (rovers)
    - پیرزن‌ماهی (oldwife)
    - دهان‌لانه‌ماهیان ژرف‌زی (deepwater cardinalfishes)
    - چغوک‌ماهیان (چغوک‌ماهیان)
    - لوتی‌های مرواریدی (pearl perches)
    - پری‌ماهیان (basslets)
    - سنگسرماهیان (سنگسرماهیان)
    - هامورهای اقیانوسی (oceanic basslets)
    - کلاه‌دهان (bonnetmouths)
    - دم پرچمی (دم پرچمیs or دم پرچمی)
    - چرم‌باله‌ماهیان (چرم‌باله‌ماهیان)
    - گیش‌ماهی کاذب (false trevallies)
    - خارماهی‌های آسیایی
    - سوف‌های بزرگ
    - پنجزاری‌ماهیان (پنجزاری‌ماهیان)
    - آزادماهی‌های ساحلی (beachsalmon)
    - شهری‌ماهیان
    - سه‌دم‌ماهیان (سه‌دم‌ماهیان)
    - سرخوماهیان (snappers, fusiliers)
    - کاشی‌ماهی (کاشی‌ماهی)
    - شکم‌ماهی (شکم‌ماهی)
    - ماه‌ماهیان (ماه‌ماهیان)
    - خارماهیان معتدله (خارماهیان معتدله)
    - بزماهیان (بزماهیان)
    - برگ‌ماهیان آسیایی (برگ‌ماهیان آسیایی)
    - ماهی باله‌خروسی (ماهی باله‌خروسی)
    - گوازیم‌ماهیان (گوازیم‌ماهیانs)
    - پشت‌تراشیده
    - آرواره‌ماهیان (آرواره‌ماهیان)
    - کاردپوزه (کاردپوزه)
    - سنجاب‌ماهی‌های پوست‌صدفی
    - جاروب‌ماهی (sweepers)
    - سرزره (سرزره)
    - ماهیان لوتی معتدله (ماهیان لوتی معتدلهes)
    - سوف‌ماهیان (ماهی لوتی و مارگردن)
    - باله‌کشیده
    - برگ‌ماهیان
    - راشگوماهیان (راشگوماهیان)
    - ماهی پردندانه (ماهی پردندانه)
    - فرشته‌ماهیان (فرشته‌ماهیان)
    - آب‌فام (آب‌فامes)
    - تیبرماهیان (تیبرماهیان, تیبرماهیان)
    - نئون‌ماهیان (نئون‌ماهیان)
    - سوکلا (سوکلا)
    - شوریده‌ماهیان (شوریده‌ماهیان)
    - گورزادماهی (گورزادماهی)
    - هامورماهیان (خارماهی, groupers)
    - شورت‌ماهیان (whitings et al.)
    - شانک‌ماهیان (شانک‌ماهیانs)
    - نشیب‌ماهیان
    - یلی‌ماهیان (یلی‌ماهیان یا یلی‌ماهیان)
    - ماهی کمانگیر (ماهی کمانگیر)

  - Superfamily Cirrhitoidea
    - مرمرماهی (marblefishes)
    - کره‌ماهی (کره‌ماهی)
    - ماهی کتانجک (kelpfishes)
    - صیادماهیان (صیادماهیان)
    - ماهی‌های شیپورزن (trumpeters)

  - Superfamily نوارماهیان
    - نوارماهیان (نوارماهیان)